# لورا دين
لورا دين (بالإنجليزية: Laura Dean)‏ هي ممثلة أمريكية، ولدت في 27 مايو 1963 بنيويورك في الولايات المتحدة. من الجوائز التي نالتها جائزة المسرح العالمي سنة 1984.

## أعمال

### أفلام
- (1980) الشهرة[3][4]

## جوائز
- جائزة المسرح العالمي (1984)

## وصلات خارجية
- لورا دين على موقع IMDb (الإنجليزية)
- لورا دين على موقع ألو سيني (الفرنسية)
- لورا دين على موقع ميوزك برينز (الإنجليزية)
- لورا دين على موقع أول موفي (الإنجليزية)
- لورا دين على موقع قاعدة بيانات برودواي على الإنترنت (الإنجليزية)
- لورا دين على موقع قاعدة بيانات الأفلام السويدية (السويدية)
- لورا دين على موقع قاعدة بيانات الفيلم (الإنجليزية)
- لورا دين على موقع كينوبويسك (الروسية)